# Franklin (contea di Bradford)
Franklin  è una township degli Stati Uniti d'America, nella contea di Bradford nello Stato della Pennsylvania. Secondo il censimento del 2000 la popolazione è di 698 abitanti.

## Società

### Evoluzione demografica
La composizione etnica vede una maggioranza di quella bianca (99,43%), seguita dai nativi americani (0,14%) dati del 2000.
| township di Franklin Popolazione |     |
| 2000                             | 698 |
| Stima al 2009                    | 702 |